# Schwartzia tarrazuensis
Schwartzia tarrazuensis är en tvåhjärtbladig växtart som beskrevs av Barry Edward Hammel. Schwartzia tarrazuensis ingår i släktet Schwartzia och familjen Marcgraviaceae. Inga underarter finns listade i Catalogue of Life.